# Fuerte de Zubarah
El Fuerte de Zubarah (en árabe: حصن الزبارة‎), también conocido como Fuerte Al Zubara, es una fortaleza militar histórica catarí construida bajo la dirección del jeque Abdullah bin Jassim Al Thani en 1938.

## Historia
El Fuerte de Zubarah fue construido originalmente por el jeque Abdullah bin Jassim Al Thani en 1938 para que sirviera como una estación de guardacostas, aunque algunos sostienen que fue construido para que sirviera como una comisaría de policía. Posteriormente fue renovado y convertido en un museo para que contuviera diversas exposiciones y obras de arte, especialmente hallazgos arqueológicos contemporáneos.

## Geografía
El Fuerte de Zubarah se encuentra en la antigua ciudad de Zubarah, que está situada en la costa noroeste de la península de Catar, en el municipio de Al Shamal, a unos 105 kilómetros de Doha, la capital nacional.

### Zubarah
Zubarah (en árabe: الزبارة‎), también conocida como Al Zubarah o Az Zubarah, es una ciudad en ruinas situada en la costa noroeste de la península de Catar. Zubarah tiene una superficie total de unas 400 hectáreas y unas 60 hectáreas dentro de la muralla exterior de la ciudad. En su conjunto, Zubarah constituye el mayor sitio arqueológico de toda la península de Catar.
Antiguamente fue un próspero puerto pesquero y comercial situado a medio camino entre el estrecho de Ormuz y el brazo occidental del golfo Pérsico. Actualmente constituye uno de los mejores ejemplos de una ciudad comercial de los siglos xviii y xix en la zona del golfo Pérsico, ya que se ha conservado su distribución y todo su tejido urbano. El sitio arqueológico de Zubarah proporciona mucha información sobre la vida urbana, la organización espacial y la historia socioeconómica del golfo Pérsico antes del descubrimiento de petróleo y gas en el siglo xx.

## Estructura

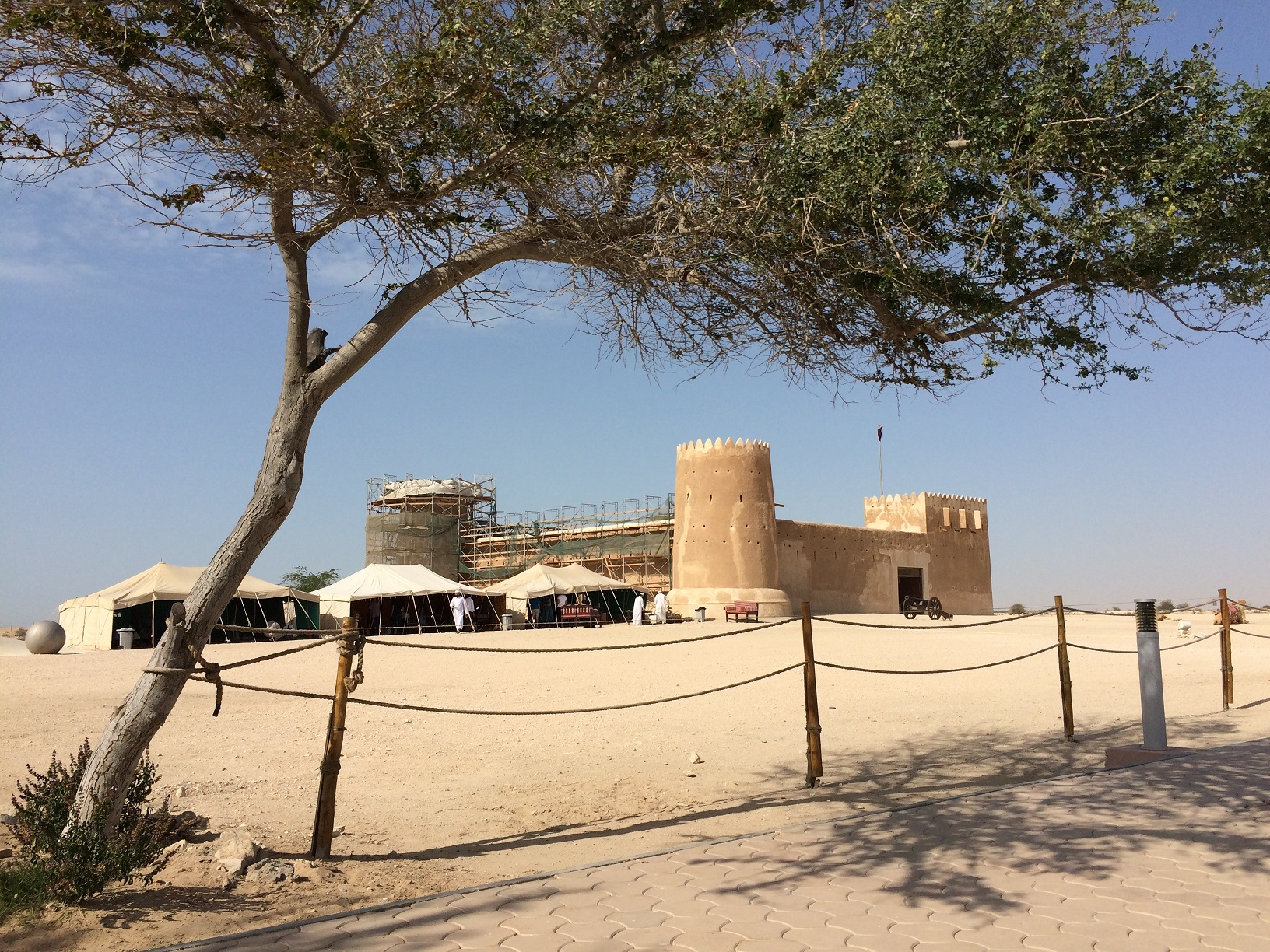
El fuerte en restauración en 2015.

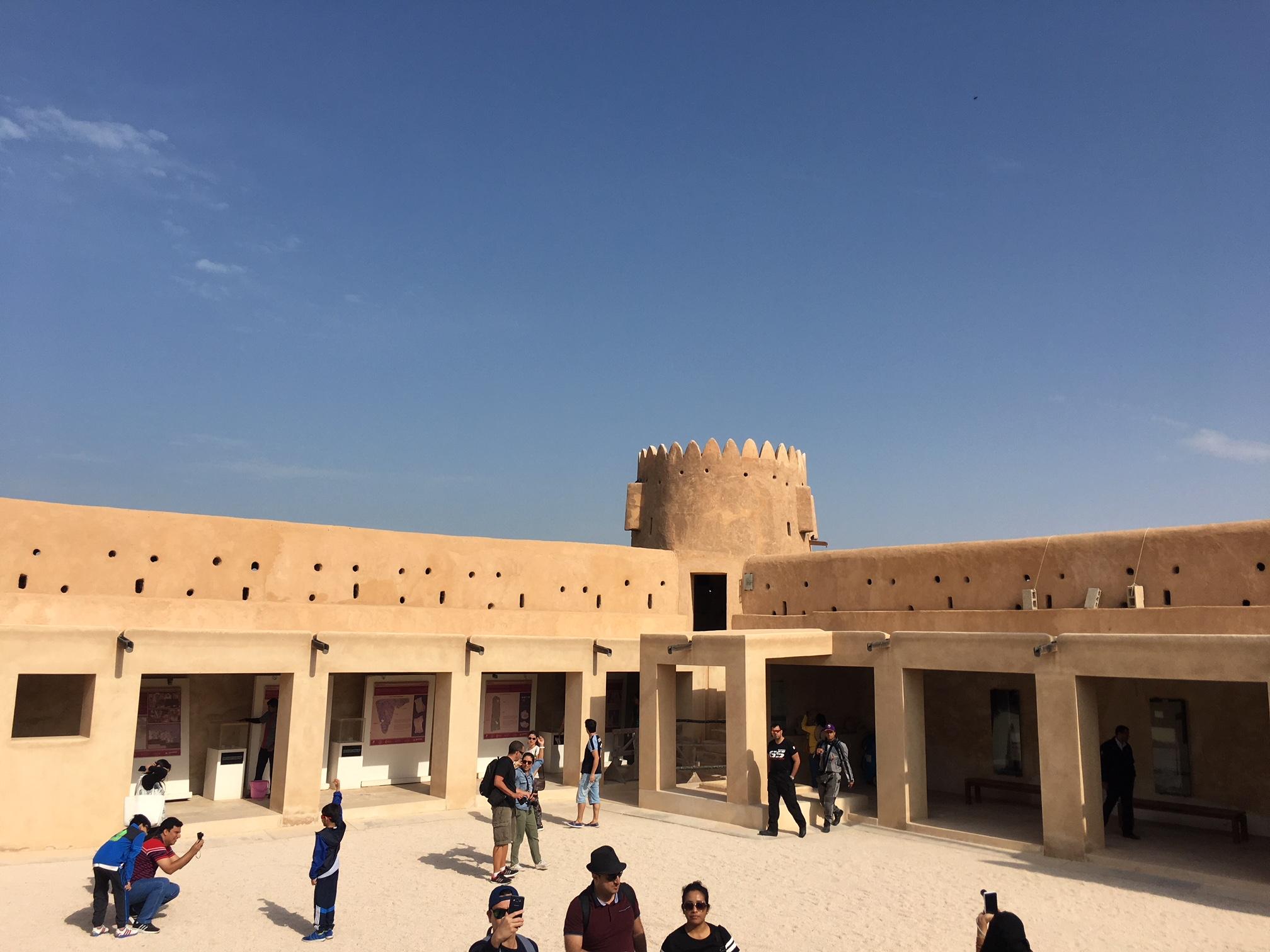
Interior del Fuerte de Zubarah.

Unos muros altos y compactos, de un metro de grosor, rodean este contundente fuerte. Se dice que los muros del fuerte se construyeron fusionando y mezclando piezas en bruto superpuestas de piedra de coral, en concreto caliza, con un mortero diseñado específicamente para moler barro. El fuerte tiene una cubierta protectora que fue construida temporalmente utilizando barro comprimido. La cubierta proporciona sombra y fresco para los que se encuentran en el interior del fuerte. La cubierta del fuerte también fue erigida para los soldados que patrullaban los alrededores en búsqueda de enemigos. El fuerte tiene tres esquinas colosales pero muy bien diseñadas, cada una de las cuales tiene una enorme torre circular. Estas torres están equipadas con diversas variedades de defensas de estilo catarí. La cuarta esquina es la más pintoresca, ya que consta de una torre rectangular con exquisitos matacanes. Por supuesto, los soldados tenían sus propias habitaciones: se construyeron ocho habitaciones para alojarlos en la planta baja. Estas habitaciones fueron remodeladas recientemente para albergar exposiciones, obras de arte y otros hallazgos arqueológicos. El fuerte también tiene escaleras exteriores que eran usadas para subir a las plantas y a la cubierta del fuerte.

### El pozo
El pozo proporcionaba antiguamente agua potable fresca durante todo el año, pero en la actualidad, al igual que otros pozos de la zona, está completamente seco. Excavado a mano en la dura caliza de Dammam, el pozo llegaba hasta una estrecha banda de agua fresca. Si se hubiera excavado con mayor profundidad, el agua sería salada. Los escombros acumulados en el fondo hacen que no podamos saber exactamente su profundidad, pero esta excede de diez metros.

## Horario
En la actualidad, el Fuerte de Zubarah sirve como un museo y atracción turística. El fuerte está abierto para los visitantes y turistas desde las 8 a. m. hasta las 6 p. m., excepto los viernes por la mañana y los sábados.